# Barossa Valley
Barossa Valley i regionen South Australia är Australiens mest kända vindistrikt. Området är ca 30 km brett och lika långt. Barossa ligger ca 70 km nordost om Adelaide.

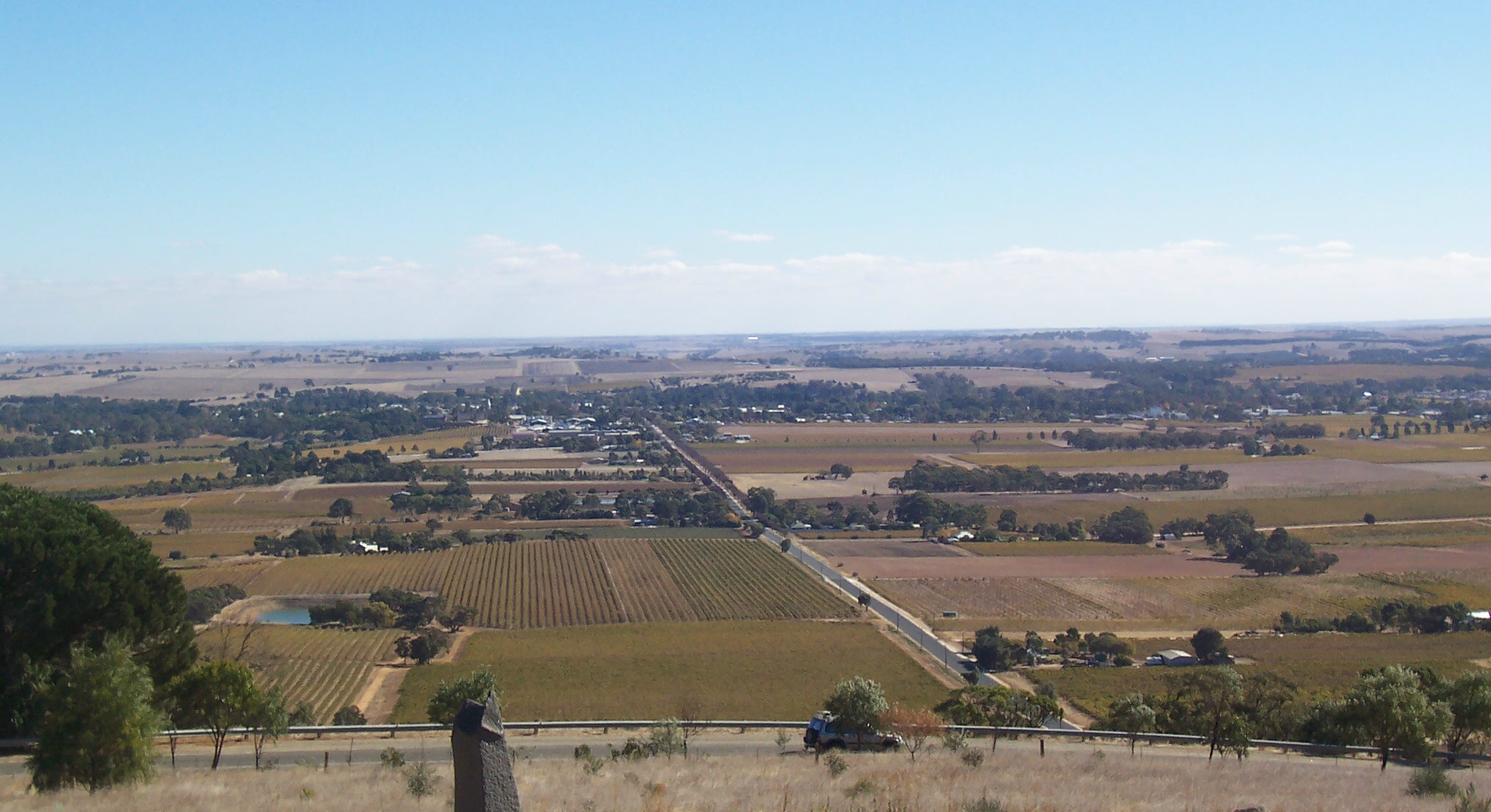
Staden Tanunda i Barossa Valley är omgiven av vingårdar.

## Historia
Invandrare från Tyskland grundade den australiska vinindustrin i South Australia i mitten på 1800-talet. De vinstockar som då planterades utgör idag grunden till framgångarna. I slutet av 1900-talet och början av 2000-talet blev vinet från dessa stockar mycket eftertraktat.

## Druvsorter
Barossa Valley är idag världsberömt för sina viner på druvan Shiraz. Den går här under namnet Barossa Shiraz och visar sig i sin bästa och mest kraftfulla form i Barossa Valley. Tack vare att Australien klarade sig undan vinlusen har Barossa Valley världens äldsta vinstockar på Shiraz-druvan. 
Andra viktiga blå druvor är Grenache och Mourvedre (som här kallas Mataro).
Viktiga gröna druvor är framförallt Semillon som också har kvar några riktigt gamla stockar i Barossa Valley. Även Riesling av mycket hög kvalitet produceras i Eden Valley.

## Producenter
Idag huserar de flesta av Australiens största vinföretag i Barossa Valley. Några kända namn är:
- Grant Burge
- Kaesler
- Orlando - som producerar Jacob's Creek
- Penfolds - ingår i världens största vinkoncern och producerar ett av världens bästa rödviner Grange.
- Peter Lehmann
- Rockford
- Wolf Blass